# Alison King
Alison King es una actriz inglesa, más conocida por haber interpretado a Carla Connor en la serie Coronation Street.

## Biografía
Es hija de Alex y June King, ambos enfermeros en el hospital Leicester Royal Infirmary; tiene dos hermanos y dos hermanas. 
Antes de convertirse en actriz, trabajó como enfermera dental.
Salió por cinco años con el actor Philip Middlemiss; sin embargo la relación terminó. 
En 2006 se comprometió con el actor Jim Alexander; sin embargo, terminaron a principios de 2007. 
Salió con el actor Simon Gregson, pero la relación finalizó. 
En abril de 2007, comenzó a salir con el técnico de sonido Adam Huckett, con quien tiene una hija, Daisy Mae Huckett (11 de febrero de 2009). En septiembre de 2011, la pareja se comprometió; sin embargo, en octubre de 2012 la pareja anunció que el compromiso se había roto y que se habían separado.
En 2016 comenzó a salir con el asistente de director Paul Slavin, pero la relación terminó.
Desde el 2018 sale con David Stuckley, un consultor de IT, en septiembre del 2019 la pareja anunció que se habían comprometido.

## Carrera
En 2000 apareció en un episodio de la serie Cold Feet, donde interpretó a Gilpower. De 2000 a 2006, interpretó durante tres años a Lynda Block en la serie Dream Team. En 2001 apareció en un episodio de la serie Coupling, donde interpretó a Chrissie. En 2003 obtuvo un pequeño papel en la película Shanghai Knights. En 2005 interpretó a Denise Croker en el último episodio de la serie Mile High.
El 1 de diciembre de 2006, se unió al elenco de la exitosa serie británica Coronation Street, donde interpretó a Carla Gordon desde entonces. En 2009 se fue por un tiempo debido al nacimiento de su hija Daisy; después de seis meses regresó a la serie y desde entonces aparece. El 1 de mayo de 2015, se anunció que se tomaría un descanso de la serie; regresó más tarde, pero su última aparición en la serie fue el 26 de mayo de 2016. En 2004 apareció por primera vez en la serie, interpretando a la señora Fanshaw durante el episodio # 1.5719.

## Filmografía

### Series de televisión
| Año         | Título               | Personaje         | Notas                              |
| ----------- | -------------------- | ----------------- | ---------------------------------- |
| 2006 - 2016 | Coronation Street    | Carla Connor      | 1,404 episodios                    |
| 2018        | Sick Note            | Supt. Henchy      | 4 episodios                        |
| 2000 - 2006 | Dream Team           | Lynda Block       | 14 episodios                       |
| 2005        | Mile High            | Denise Croker     | episodio # 2.26                    |
| 2005        | Help                 | Rebecca           | 5 episodios                        |
| 2004        | Auf Wiedersehen, Pet | Erika Trasker     | episodio "Our Men in Havana"       |
| 2003        | Doctors              | Lisa Durrel       | episodio "Survival of the Fittest" |
| 2003        | Murphy's Law         | Ang               | episodio "Reunion"                 |
| 2003        | Holby City           | Becky Roper       | episodio "As the Day Is Long"      |
| 2002        | Celeb                | Zoe               | episodio "The Infatuation"         |
| 2002        | Cutting It           | Georgie Cates     | episodio # 1.2                     |
| 2001        | Urban Gothic         | Stella Macdonald  | episodio "The End"                 |
| 2001        | Coupling             | Chrissie          | episodio "The Man with Two Legs"   |
| 2000        | Cold Feet            | Girlpower         | 2 episodios                        |
| 1995        | Resort to Murder     | Enfermera de día  | episodio # 1.5                     |
| 1995        | The Governor         | Gobernadora Ellis | episodio # 1.3                     |
| 1994        | Time After Time      | Mrs. Cooper       | episodio "Driving Ambition"        |

### Películas
| Año  | Título                            | Personaje     | Notas                                          |
| ---- | --------------------------------- | ------------- | ---------------------------------------------- |
| 2008 | All Day Breakfast                 | -             | corto - junto a Dylan Brown                    |
| 2007 | Save Angel Hope                   | Jacqui Lydon  | junto a Billy Boyd, Luke Mably y Tim Mclnnerny |
| 2007 | Back in Business                  | Convington    | junto a Stefan Booth                           |
| 2006 | Final Contract: Death on Delivery | Lara          | junto a Drew Fuller                            |
| 2005 | Submerged                         | Damita        | junto a Steven Seagal                          |
| 2004 | Fat Slags                         | Recepcionista | junto a Geri Halliwell                         |
| 2003 | Shanghai Knights                  | Prostituta    | junto a Owen Wilson                            |
| 2000 | Scooter Mum                       | Imelda        | corto - junto a Paul Bradshaw                  |

## Premios y nominaciones
| Año  | Categoría                 | Premio                    | Serie             | Resultado |
| ---- | ------------------------- | ------------------------- | ----------------- | --------- |
| 2019 | Best Actress              | British Soap Award        | Coronation Street | Nominada  |
| 2016 | Best Actress              | British Soap Award        | Coronation Street | Nominada  |
| 2015 | Best Actress              | Inside Soap Award         | Coronation Street | Ganadora  |
| 2015 | Best Soap Actress         | TV Choice Award           | Coronation Street | Ganadora  |
| 2012 | Best Soap Actress         | TV Choice Award           | Coronation Street | Nominada  |
| 2012 | Best Actress              | British Soap Award        | Coronation Street | Ganadora  |
| 2012 | Best Dramatic Perfromance | British Soap Award        | Coronation Street | Nominada  |
| 2012 | Serial Drama Performance  | National Television Award | Coronation Street | Nominada  |